# Iso Kärsämäenjärvi
Iso Kärsämäenjärvi är en sjö i kommunen Pyhäjärvi i landskapet Norra Österbotten i Finland. Arean är 35 hektar och strandlinjen är 2,4 kilometer lång. Sjön  ingår i Pyhäjoki älvs huvudavrinningsområde.   Den ligger omkring 130 kilometer söder om Uleåborg och omkring 420 kilometer norr om Helsingfors. 